# Àngels Pascual de Sans
Àngels Pascual de Sans (Barcelona, 3 de desembre de 1938) és una sociòloga i professora universitària catalana.
Catedràtica Emèrita de Geografia Humana de la UAB. És llicenciada en química per la Universitat de Barcelona i en sociologia per la per l'Institut des Sciences Sociales du Travail (Universitat de París. Es va doctorar en economia per la Universitat Autònoma de Barcelona el 1982, on és catedràtica emèrita de Geografia Humana i on va treballar durant professora diverses dècades. Fou coordinadora del Grup de Recerca sobre Migracions del 2005 al 2008 i coordinadora emèrita des del 2009 fins a la seva jubilació el 2013. Durant la seva etapa laboral, va fer estades a França, els Estats Units i Itàlia, amb l'objectiu de fer diversos estudis i recerques, basades principalment en les qüestions urbanes i la població, centrant-se especialment en l'estudi de la mobilitat i l'assentament. Fou cofundadora de l'Associació Catalana de Sociologia. Ha rebut la Medalla de la UAB (1991) i la Medalla Narcís Monturiol al mèrit científic i tecnològic de la Generalitat de Catalunya (2005). Des de 2006 és membre de la Secció de Filosofia i Ciències Socials de l'Institut d'Estudis Catalans, i entre el 2011 i el 2016 ha estat tresorera d'aquesta Secció de l'IEC. Destaquen les seves publicacions Movimientos migratorios y organización social (1979) i Migració i història personal (1989), escrites conjuntament amb Jordi Cardelús. Una altra de les seves obres més destacades és Estudi de la mobilitat de tècnics en empreses multinacionals de Catalunya (1992).